# Maria Helena Taipo
Maria Helena Taipo (Chuhulo, distrito de Malema, província de Nampula, Moçambique, 12 de agosto de 1961) é uma política moçambicana que ocupou vários cargos no governo e no estado, tais como ministra, governadora provincial e embaixadora.

## Biografia
Maria Helena Taipo terminou o ensino primário em 1979 e frequentou a faculdade de educação da Universidade Católica de Moçambique (UCM) em Nampula, completando o bacharelato em ciências da educação em 2000. Em 2004 concluiu o mestrado em direcção educacional.
Quanto à sua carreira política, foi directora provincial do trabalho em Nampula, tendo sido posteriormente nomeada para o cargo de Ministra do Trabalho em 2005. Foi nomeada governadora da província de Sofala no dia 19 de Janeiro de 2015 pelo presidente Filipe Nyusi, que a exonerou do cargo e nomeou embaixadora em Angola no dia 25 de Julho de 2018.

Foi exonerada do cargo de embaixadora em 27 de Março de 2019, depois de ter sido divulgado que estava a ser investigada pelo Gabinete Nacional de Combate a Corrupção por suspeita de ter recebido subornos quando era ministra. No mesmo processo, foi detida em 18 de Abril, aguardando o julgamento em liberdade condicional.
Como governadora de Sofala teve um importante papel na mitigação da tensão político-militar resultante da invasão da residência do líder da RENAMO, Afonso Dhlakama, na Beira por forças policiais em 9 de Outubro de 2015.
Em 8 de Setembro de 2021 foi vazado nas redes sociais um áudio de uma conversa privada com um jornalista em que Helena Taipo tecia fortes críticas ao actual presidente Filipe Nyusi, incluindo sobre a questão das dívidas ocultas em julgamento na altura.